# Изгубени (сезон 1)
Първият сезон на телевизионния сериал „Изгубени“ започна излъчване в Съединените щати и Канада на 22 септември 2004 г. и завърши на 25 май 2005 г. с общо 25 епизода. Той представя 48-те оцелели от самолетна катастрофа на отдалечен остров в Южния Пасифик. Принудени да работят заедно, за да оцелеят, те разбират, че това не е обикновен остров.
Първият сезон се излъчва в сряда от 21:00 в Съединените щати. В допълнение към 25-те епизода, на 27 април 2005 г. се излъчи и специален епизод, наречен "Lost: The Journey". Сезонът е пуснат на DVD в седем диска под заглавието Lost: The Complete First Season на 6 септември 2005 г. от Buena Vista Home Entertainment.